# Pherocera albihalteralis
Pherocera albihalteralis är en tvåvingeart som beskrevs av Cole 1923. Pherocera albihalteralis ingår i släktet Pherocera och familjen stilettflugor. Inga underarter finns listade i Catalogue of Life.